# Persicaria nepalensis
Persicaria nepalensis là một loài thực vật có hoa trong họ Rau răm. Loài này được (Meisn.) Miyabe miêu tả khoa học đầu tiên năm 1934.